# MacPherson-Federbein

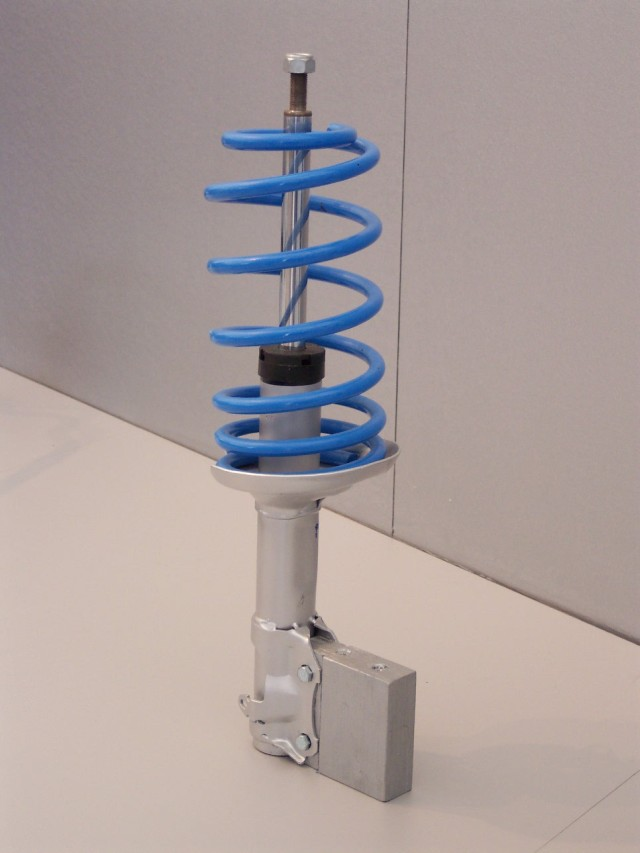
MacPherson-Federbein

Das MacPherson-Federbein ist Teil einer Radaufhängung an Automobilen, die nach dem US-amerikanischen Ingenieur Earle S. MacPherson benannt ist und auf die er 1949 ein Patent erhielt. Es ähnelt Konstruktionen an Flugzeugfahrwerken. Er entwickelte sein Federbein während des Zweiten Weltkrieges für den Chevrolet Cadet, ein Kleinwagenprojekt von General Motors (GM). Als das Projekt 1947 gestoppt wurde, verließ er GM und ging zu Ford. Dort wurde sein Konzept verwirklicht.
In Europa wurde die MacPherson-Federbein-Radaufhängung ab 1950 und zuerst im britischen Ford Consul an der Vorderachse angewendet.

## MacPherson-Federbein-Radaufhängung

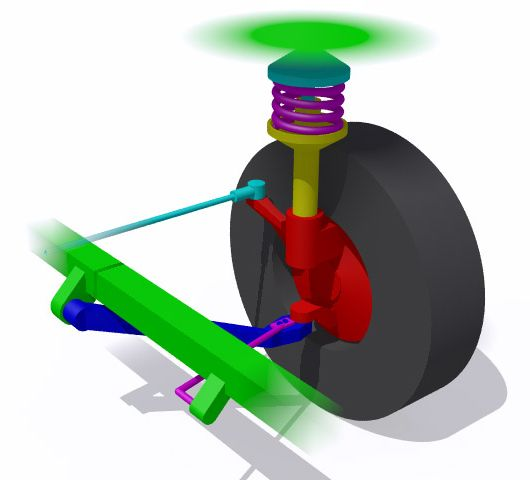
MacPherson-Radaufhängung
Karosserie, Rahmen oder Fahrschemel
Dämpfer; unterer Federteller
Radträger
einfacher Querlenker (Originalpatent)
Stabilisator-Arm (Originalpatent)
In moderner Ausführung sind der einfache Querlenker und der Stabilisatorarm durch einen Dreiecks-Querlenker ersetzt.
Lenkspurstange

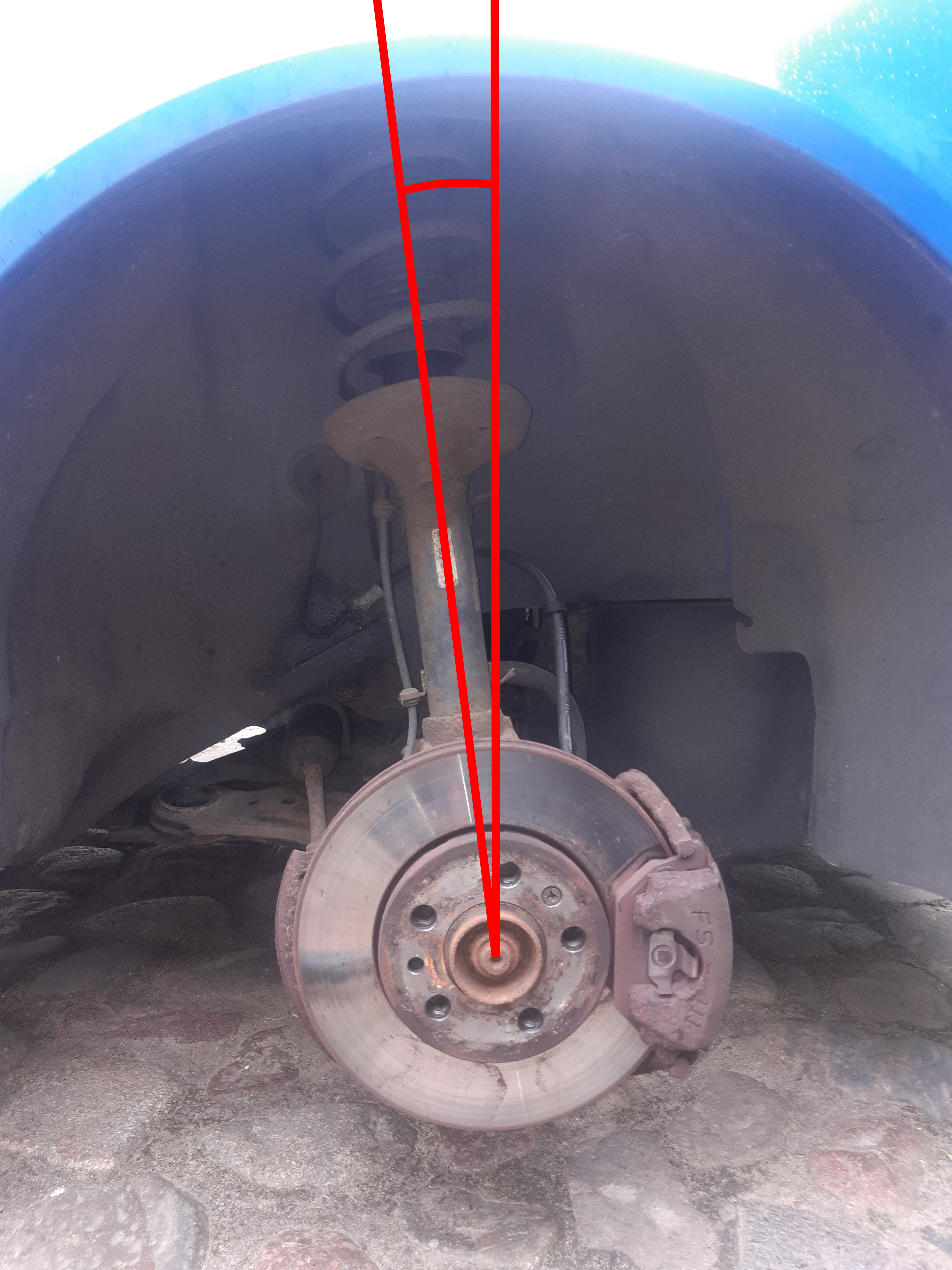
Nachlaufwinkel einer MacPherson-Radaufhängung

### Aufbau und Funktion
Die MacPherson-Achse entspricht kinematisch einer Doppelquerlenkerachse, bei der der obere Dreieckslenker durch ein aus Kolben und Kolbenstange des Stoßdämpfers gebildetes Drehschubgelenk ersetzt wurde. Der  Stoßdämpfer ist so ein Teil der Radführung. Bei der ursprünglichen Konstruktion war der Arm des U-förmigen Stabilisators Teil des unteren Dreieckslenkers. Über die Spurstange wird bei Vorderachsen die Lenkbewegung eingeleitet, bei Hinterachsen bestimmt sie die Spurwinkeländerung beim Federn und wird zur Spureinstellung genutzt. Der Radträger ist fest mit dem Dämpferzylinder verbunden. Er ist entweder angeschweißt, oder mit ihm verschraubt, dann kann der Radsturz einstellbar sein. Der Querlenker ist mit dem Radträger in der Regel über ein Kugelgelenk verbunden. Anstelle eines Querlenkers kann auch ein Schräg- oder Längslenker verwendet werden (Tatra 603).
Um den Lenkrollradius zu verkleinern, kann der (Dreiecks)querlenker in zwei Lenkerstäbe aufgelöst sein, die einzeln am Radträger angelenkt sind. Wegen des geringen Abstandes können die beiden Gelenke in der Höhe leicht versetzt angeordnet werden.
Zur Federung des Autos ordnete MacPherson um den Stoßdämpfer herum eine Schraubenfeder an, die schräg gestellt wird, um das Biegemoment im Federbein infolge der Radlast zu kompensieren. Später gab es auch Radaufhängungen mit integriertem Stoßdämpfer, bei denen die Feder nicht am Stoßdämpfer sitzt (z. B. Mercedes-Benz W 201), dann spricht man von Dämpferbeinen. 
Das obere Lager am Kotflügel heißt Domlager und besteht aus einem geringfügig schwenkbaren Gummilager, das auch Schwingungen von der Karosserie fernhält, und einem Wälzlager, durch das sich die Schraubenfeder beim Einschlagen der Lenkung mit dem Rad drehen kann.

### Vor- und Nachteile
Durch den Wegfall des oberen Lenkers ist die MacPherson-Achse vergleichsweise einfach aufgebaut und eignet sich insbesondere bei beengten Platzverhältnissen, etwa für Fahrzeuge mit quer eingebauter Motor-Getriebe-Einheit. Aber es gibt auch für diesen Fall Beispiele mit Doppelquerlenkerachse, etwa den Austin Mini.
Nachteilig an der MacPherson-Achse ist, dass auf das Federbein mehrere Normalkräfte wirken, die sich auch bei durchdachter Konstruktion nicht gänzlich vermeiden lassen. Sie bewirken radiale Kräfte zwischen Kolben und Zylinder sowie Kolbenstange und deren Führung und damit erhöhte Reibung. Daraus resultiert ein nicht optimales Ansprechen der Federung, insbesondere bei kleinen Bodenunebenheiten. Deshalb wird die MacPherson-Achse bei Fahrzeugen der Oberklasse bis heute seltener eingesetzt. Ein weiterer Nachteil ist das erschwerte Austauschen der Stoßdämpfer.

## Ähnliche Konstruktionen
Feder-Dämpfer-Einheiten werden oft ungenau Federbein genannt, sie führen aber im Unterschied zu Federbeinen nach MacPherson (mit angebautem Radträger) das Rad nicht. Sie sind bei Motorrädern, aber beispielsweise auch an älteren Verbundlenkerachsen zu finden.
„Echte“ Federbeine mit Achsschenkel finden sich an verschiedenen Hinterradaufhängungen:
- Bei der Chapman-Achse ist das Federbein mit einem Querlenker (der Antriebswelle) und einem Dreieckslenker kombiniert, dessen spitze Seite schräg nach vorn verläuft und der so gleichzeitig das Rad um die Hochachse führt und zusammen mit dem Querlenker die Längskräfte aufnimmt. Diese Konstruktion findet sich bei Wagen von Lotus, aber ähnlich auch im Fiat 130.
- Bei der Camuffo-Hinterachse führt das Federbein zusammen mit einem Längs- und zwei Querlenkern (einer davon ist verstellbar, um die Vorspur einstellen zu können). Diese Konstruktion wurde von Sergio Camuffo entworfen und zunächst beim Lancia Beta und später auch bei anderen Fahrzeugen der Marken Lancia (etwa dem Lancia Delta), Fiat (Fiat Croma) und Alfa Romeo (zum Beispiel im Alfa Romeo 147 und 156) eingebaut. Später wurde dieses Konzept auch von anderen Herstellern übernommen.

Auch Dämpferbeine führen das Rad, aber die Feder sitzt nicht am Stoßdämpfer. Sie wurden mit Blatt-, Drehstab- oder Schraubenfedern kombiniert, die mit dem Querlenker verbunden waren und sowohl vorne als aus hinten eingebaut. Am einfachsten ist die Kombination aus Dämpferbein und radführender Querblattfeder, wie sie etwa DAF beim 33 vorn verwendete. Dämpferbeine mit Traghebeln an Drehstabfedern gab es bis 1989 beim Porsche 911. Hinten gab es bei frontgetriebenen Fahrzeugen des Fiat-Konzerns ab 1969 (128, Autobianchi A112, 127 bis hin zum Fiat Elba und Seat Ibiza) Dämpferbeine mit trapezförmigen Querlenkern und Querblattfeder.
Der französische Hersteller Cottin & Desgouttes verwendete ab 1925 in seinem „Sans Secousses“ eine Aufhängung an Querblattfeder und einem Schiebegelenk. Die Stoßdämpfer waren separat eingebaut, daher war es noch keine Dämpferbeinachse.